# Джаспер (Индиана)
Джаспер (англ. Jasper) — город и административный центр округа Дубойс в штате Индиана в Соединённых Штатах Америки.
Согласно данным переписи населения США 2020 года число жителей города 
составляло 16 703 человека.

## История
Джаспер был основан в 1818 году. Семья Энлоу была одной из первых поселившихся в этом месте. Изначально Джаспер собирались назвать «Элеонор» в честь жены одного из первых поселенцев Джозефа Энлоу, но она отказалась и сама предложила назвать сообщество Джаспер в честь отрывка из Библии (Откровение 21:19).
Поселение было официально зарегистрировано в 1830 году и в том же году община стала новым административным центром округа, сменив Портерсвилл. Первое почтовое отделение Джаспера открылось в 1832 году.

## География
Согласно данным Бюро переписи населения США, Джаспер имеет общую площадь 13,191 квадратных миль (34,16 км2), из которых 13,1 квадратных миль (33,93 км2 или 99,31%) — это суша и 0,091 квадратных миль (0,24 км2 или 0,69%) — водная поверхность.